# گنباژوو (استان لهستان بزرگ‌تر)
گنباژوو (به لاتین: Gębarzewo) یک روستا در لهستان است که در گمینا چرنگیوو واقع شده‌است.